# James Leonard Brierley Smith
O professor James Leonard Brierley Smith (26 de Outubro de 1897 - 7 de Janeiro de 1968) foi um ictiólogo sul-africano que em 1938 foi o primeiro a identificar um peixe capturado como celacanto, que pensava-se extinto já há muito tempo. Suicidou-se depois de uma longa doença. Seu filho é William Smith, renomado professor de matemática e ciências de programas educacionais da televisão sul-africana.

## Descoberta do celacanto
Em 1938, Smith foi informado da descoberta de um peixe incomum e não identificado por Marjorie Courtenay-Latimer, curadora do Museu de East London. Quando ele chegou a East London em fevereiro de 1939, ele foi capaz de identificá-lo imediatamente como um celacanto, que então se pensava estar extinto há mais de 65 milhões de anos, e ele deu o nome dela à espécie Latimeria. Em dezembro de 1952, o professor Smith adquiriu outro espécime que havia sido capturado nas Ilhas Comores. O comerciante local Eric Hunt havia telegrafado para Smith, que então persuadiu o governo sul-africano a levá-lo em um SAAF Dakota para coletar os peixes preservados para estudo em Grahamstown.
Smith e sua esposa Margaret trabalharam juntos no popular Sea Fishes of Southern Africa, que foi publicado pela primeira vez em 1949, seguido por outros escritos até 1968. Entre eles, havia mais de 500 artigos sobre peixes e a nomeação de cerca de 370 novas espécies de peixes.